# Stiftung Preussischer Kulturbesitz

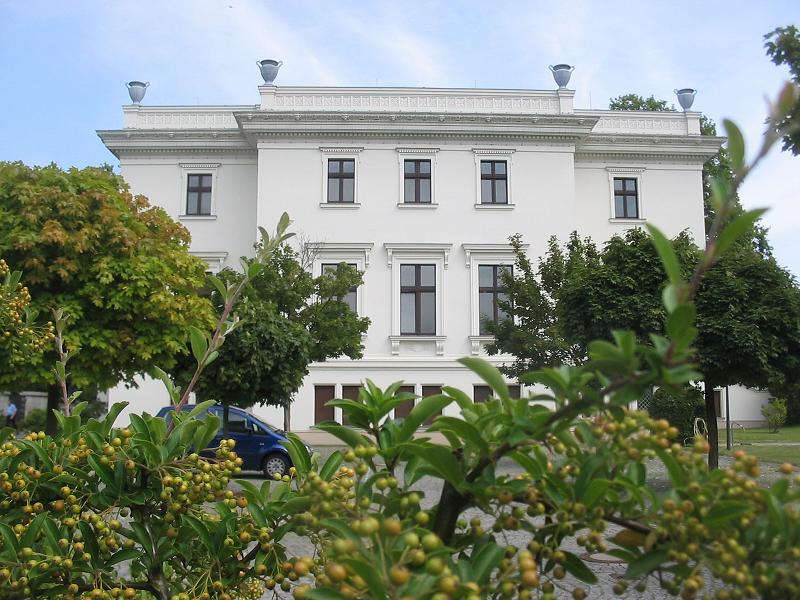
Stiftung Preussischer Kulturbesitz huvudkontor i Berlin-Tiergarten

Stiftung Preussischer Kulturbesitz är en tysk offentlig stiftelse i Berlin, som grundades 1957 med en lag i Förbundsrepubliken Tyskland för att förvalta kulturarvet från den tidigare staten Preussen. 
Stiftelsen har översyn över 27 kulturinstitutioner, inklusive samtliga Berlins statligt ägda museer.
Den ansvarar inför, och dess verksamhet finansieras av, Förbundsrepublikens regering och de tyska delstaternas regeringar.  

## Huvudkontor
Sedan 1980 ligger stiftelsens huvudkontor i den kultuminnesförklarade byggnaden Villa von Der Heydt i Tiergarten, som uppfördes 1860–1862 i nyrenässansstil efter ritningar av Hermann Ende. Det byggdes för August von der Heydt, som var finansminister under Otto von Bismarck i Preussens sista regering före grundandet av det Tyska kejsarriket 1871.
Efter von der Heydts död 1874 blev byggnaden residens för Kinas första ambassadör till kejsardömet. År 1938 köptes villan av den tyska regeringen och användes som residens av Hitlers kabinettsminister Hans Lammers.
Huset skadades betydligt under andra världskriget. Det återuppbyggdes på 1970-talet och återinvigdes 1980.

## Museer under Stiftung Preussischer Kulturbesitz
- Altes Museum
- Alte Nationalgalerie
- Bodemuseum
- Ethnologisches Museum
- Friedrichswerder Kirsche
- Gemäldegalerie
- Hamburger Bahnhof
- Kupferstichkabinett Berlin
- Museum für Asiatische Kunst
- Berggruen Museum
- Kunstgewerbemuseum Berlin
- Museum Europäischer Kulturen
- Museum für Fotografie
- Sammlung Scharf-Gerstenberg
- Neues Museum
- Neue Nationalgalerie
- Pergamonmuseet

## Chefer
- 1967–1977  Hans-Georg Wormit
- 1977–1998  Werner Knopp
- 1999–2008  Klaus-Dieter Lehmann
- Från 2008  Hermann Parzinger